# 229 (tal)
229 är det naturliga talet som följer 228 och som följs av 230.

## Inom vetenskapen
- 229 Adelinda, en asteroid.

## Inom matematiken
- 229 är ett udda tal.
- 229 är ett primtal.